# Norsjö IF
Norsjö IF ist ein schwedischer Fußballverein aus Norsjö. Die Mannschaft aus Nordschweden trat in der Spielzeit 1963 in der zweithöchsten Spielklasse des Landes an.

## Geschichte
Norsjö IF gründete sich 1919. Zunächst im unterklassigen Ligabereich aktiv, stieg die Mannschaft 1958 in die dritte Liga auf. Hier setzte sie sich im vorderen Bereich ihrer Staffel fest, ehe sie am Ende der Spielzeit 1962 nach dem Staffelsieg in der Division 3 Norra Norrland in die zweite Liga aufstieg. Dort gelangen im Saisonverlauf lediglich drei Siege, so dass der Klub als Tabellenletzter gemeinsam mit Gimonäs CK und Bollnäs GIF in die Drittklassigkeit abstieg.
Mitte der 1960er Jahre spielte Norsjö IF gegen den Absturz in die Viertklassigkeit, der zweimal auf dem letzten Nicht-Abstiegsplatz vermieden wurde. Anschließend belegte die Mannschaft in der Spielzeit 1967 den zweiten Rang hinter Gimonäs CK, ehe sie sich in den folgenden Jahren im vorderen Mittelfeld platzierte. 1979 holte die Mannschaft zum zweiten Mal in ihrer Geschichte den Staffelsieg, in den anschließenden Aufstiegsspielen erwiesen sich IF Brommapojkarna und Gefle IF/Brynäs als zu stark, so dass trotz eines Sieges gegen Alnö IF der erneute Aufstieg verpasst wurde. Im folgenden Jahr wiederholte sich der Staffelsieg, in den Spielen gegen Ope IF, Spånga IS und Gammelstads IF blieb die Mannschaft dieses Mal punktlos. Auch in den beiden folgenden Jahren spielte sie um den Wiederaufstieg, verpasste als Tabellenzweiter respektive -dritter jedoch die erneute Teilnahme an der Aufstiegsrunde. In der Folge rutschte der Klub ab und musste 1984 den Gang in die Viertklassigkeit antreten. Nach dem sofortigen Wiederaufstieg war der Klub 1986 Opfer einer Ligareform und wurde in die vierte Spielklasse eingestuft.
Zunächst im mittleren Tabellenbereich platziert, verpasste Norsjö IF 1990 mit einem Punkt Rückstand auf das punktgleiche Spitzenduo Sunnanå SK und Notvikens IK als Tabellendritter den Wiederaufstieg in die dritte Liga. Der Klub konnte den Erfolg nicht bestätigen und stieg bereits in der folgenden Spielzeit in die fünfte Liga ab. Nachdem die Mannschaft 1994 erst in der Aufstiegsrunde gescheitert war, dauerte es bis zur Spielzeit 2000 bis zum erneuten Aufstieg in die vierte Liga, an deren Ende jedoch der direkte Wiederabstieg stand. Bei einer erneuten Ligareform 2005 erreichte die Mannschaft die Abstiegsspiele, nach drei Niederlagen stürzte der Klub in die Sechstklassigkeit ab.
Die Fußballmannschaft des Norsjö IF belegte anfangs Plätze im mittleren Tabellenbereich, ehe sie 2008 als Staffelsieger der Division 4 Västerbotten Norra in die fünfte Liga zurückkehrte. Mit einem sechsten Platz hielt sie sich auf dem Spielniveau.